# مایکل هاشیف
مایکل هاشیف (انگلیسی: Michael Hadschieff؛ زادهٔ october ۵, ۱۹۶۳ (۶۱ سال)) اسکیت‌باز سرعت اهل اتریش است.